# Le Cuing
 Le Cuing  là một xã thuộc tỉnh Haute-Garonne trong vùng Occitanie ở tây nam nước Pháp. Xã nằm ở khu vực có độ cao trung bình 510 mét trên mực nước biển.